# 久保田利伸
久保田 利伸（くぼた としのぶ、1962年〈昭和37年〉7月24日 - ）は、日本のシンガーソングライター、音楽プロデューサー。身長170cm、体重59kg。既婚。日本にブラックミュージックや、R&Bを根付かせた人物としても知られる。
別名・愛称は「ファンキー久保田」「クボジャー」「キング・オブ・Jソウル」「久保やん」「クボトシ」「久保田の兄貴」など。

## 来歴・人物
静岡県庵原郡蒲原町（現：静岡市清水区）出身。静岡県立静岡商業高等学校、1985年駒澤大学経済学部経済学科卒業。
『森田一義アワー 笑っていいとも!』（フジテレビ）に初登場した際に久保田が語ったところによれば、一家揃ってファンキーなキャラクターで（母親はそうでもないとの本人の話）、青果店の店主である父親は客が来ると、フィンガーチップスを鳴らしながら「らっしゃい」と言っていたという。
少年時代の渾名は猿で、元日本ハムファイターズの広瀬哲朗は中学時代の2年先輩・チームメイトだった（後年、久保田と広瀬は日本ハムのCMで共演している）。その後、広瀬と同じ駒澤大学に進学し、大学でも先輩・後輩の関係となった。広瀬の入団以来ファイターズを応援し続けている。幼少時代からプロ野球選手を志していた為、高校時代まで野球に勤しみ、いわゆる球児だったが、高校の野球部でレギュラーになれなかった為、プロ野球選手の夢を諦めた過去がある（この経験は後にリリースされる「虹のグランドスラム」に活かされている）。
2013年7月に小林克也のラジオにゲスト出演した際、自身の音楽の原点は中学時代から高校時代にかけて毎日聴いていたスティーヴィー・ワンダーで、現在でもリスペクトしていると語っている。幼少の頃からR&Bやソウル音楽などのブラックミュージックに傾倒していた一方、姉2人の影響で沢田研二なども頻繁に聞いていたという。
高校時代は商業高校ということもあって、在学中に簿記検定などの資格も取得した。
1981年駒沢大学入学と同時に上京。大学では軽音楽部ロック研究会に属し、そこで出会った羽田一郎とアマチュアバンド「HOTTENTOTS」（ホッテントット）を結成。1982年、ヤマハ主催のコンテスト「EAST WEST '82」に出演し、ベスト・ボーカリスト賞を受賞。（このコンテストで披露された演奏は、レコードに収録され発売された。またバンド在籍時の久保田は、アフロヘアーに口ひげを生やしていた）頻繁に髪型を変える。
大学のゼミは「アフリカ研究会」（古沢紘造教授）に所属。好きな音楽のルーツがアフリカだったため、アフリカ三昧で楽しかったという。卒論も「アフリカの音楽」 をテーマにした。駒澤大学は1985年に卒業する。
駒澤大学卒業と同時に作曲家や音楽プロデューサーとしてキティミュージックとの作家契約で本格的に音楽活動を開始、自身のメジャーデビュー前から多くの歌手、アイドルに楽曲を提供。主な相手としては、田原俊彦、中山美穂、小泉今日子、鈴木雅之、GWINKO、荻野目洋子、芳本美代子、小山水城、とんねるず、バブルガムブラザーズ。特に田原には1985年から1993年までの間に多くの楽曲を提供している。1990年代に入ってからも、清水美恵、西田ひかる、森高千里、TOKIO、髙橋真梨子などに楽曲提供。2000年以降もCHEMISTRY、MISIA、ISSA、山田優などに提供している。
2004年、ノルウェーの外資系企業に勤める11歳年下の女性と入籍。同年12月、第一子となる男児が誕生した。
好きな食べ物はエビフライ、担々麺以外のラーメン、シャウエッセン。特にラーメンは久保田の実家の近所にある食堂「蒲原館」のラーメンと徳島製粉「金ちゃんヌードル」がお気に入りで、特に金ちゃんヌードルはSNS等で本人がファンと公言する程である。また、西麻布の百貨店にある惣菜店の焼きそばも大変気に入っている。嫌いな食べ物は柿とセロリで、柿については本人曰く「柿は柔らかくても硬くても食えない」とのことである。また、20代の頃から体重は50kg台後半から60kg程度を維持しており、出前は好きな物を食べているが、玄米を主食にし体重を維持している。
久保田の作品はテレビドラマへの起用が多く、特にフジテレビ系列への起用が目立っている。なお、テレビ東京系列の番組に久保田の楽曲が起用されたことは長らく無かったが、2020年1月期のテレビ東京系列のテレビドラマで初の起用となった。
バックトラックはコンピュータへの打ち込みを基本とし、デビューアルバムからデジタルレコーディングが用いられており、デビュー数年後からDAWの元祖であるシンクラヴィアも使い始めた。シンクラヴィアは1980年代では数億円もの高値で販売された最高級の機材で、久保田以外では小室哲哉、松任谷正隆、崎谷健次郎、加山雄三、スティーヴィー・ワンダー、マイケル・ジャクソン、フランク・ザッパらが使用していた。
2015年12月に『松尾潔のメロウな夜』(NHK-FM) に出演した際、楽曲製作でマーヴィン・ゲイの影響を大きく受けていると話している。

## 略年譜
- 1982年 YAMAHA主催のコンテスト『East West』に出場し、ベストヴォーカリスト賞を受賞。
- 1984年 松岡直也のアルバム『LONG FOR THE EAST』の1曲目「The Latin Man」に作詞・ゲストボーカルとして参加（全詞英語。コーラスは楠瀬誠志郎）。
- 1985年 アマチュアながら音楽業界の注目を浴び、TBSラジオ「SURF&SNOW」のサウンドステッカー制作を担当する。田原俊彦の「華麗なる賭け」、「It's BAD」、岩崎宏美の「月光」を作曲。この頃に趣味で「すごいぞ!テープ」を作成する。
- 1986年
  - 6月21日 シングル「失意のダウンタウン」で、CBS/SONYからメジャーデビューする。
  - 9月にはファーストアルバム『SHAKE IT PARADISE』、12月にはセカンドシングル「TIMEシャワーに射たれて…」をリリース。
- 1987年 4枚目のシングル「Cry On Your Smile」でシングルチャート最高8位を記録。
- 1988年 5枚目のシングル「You were mine」がフジテレビ系ドラマ（月9枠）「君の瞳をタイホする!」の主題歌となる。TBS「ザ・ベストテン」にも、（VTR出演ではあったが）初登場。オリコン年間ランキングにおいて1988年度第10位となる。
- 1989年 1枚目のベスト・アルバム『the BADDEST』が、シングル・アルバム通じて初のミリオンセラー。
- 1990年「第41回NHK紅白歌合戦」に初出場（アリスン・ウイリアムズとデュエット）
- 1991年 ナイジェリアで開催されたイヴェント〈The Children Of Africa Concert〉に出演し、ジミー・クリフの「MANY RIVERS TO CROSS」と、オリジナル曲「MAMA UDONGO」を披露[9]。
- 1992年 キティミュージックからFUNKY JAMに移籍[10]。
- 1993年 日本における11枚目のシングル「夢 with You」がフジテレビ系ドラマ（水曜劇場枠）「チャンス!」の主題歌となる。本人も最終回にちょい役で出演。年末、ニューヨークに拠点を移す。
- 1994年 日本ハム「シャウエッセン」のCMに出演。以後、1999年まで続く。
- 1995年「Toshi Kubota」として全米デビュー。
- 1996年6月21日、メジャーデビュー10周年。ナオミ・キャンベルとデュエットした「LA・LA・LA LOVE SONG」が、フジテレビ系ドラマ（月9枠）「ロングバケーション」の主題歌となり、ミリオンセラーを記録。ちなみに、当該曲の「LA・LA・LA」は久保田の出身地の方言の語尾に使われる「〜ら」から取ったとのこと。また、作詞をしている時に、歌詞が浮かばずに浮かんだのが、「LA LA LA」と書いたともいわれている[11]。
- 1998年 日本における20枚目のシングル「AHHHHH!」が発売。日本テレビ系『進ぬ!電波少年』での「朋友（パンヤオ）」の応援歌として作られたもの。
- 2004年 2月、松尾潔の呼びかけで集まったアーティストたちが久保田の楽曲をカバーしたトリビュート・アルバム『SOUL TREE〜a musical tribute to toshinobu kubota〜』が発売。参加アーティストは、Skoop On Somebody、MISIA、倖田來未、中島美嘉、ATSUSHI (EXILE)、BoA、ゴスペラーズ、Rhymesterほか。
- 2004年11月上旬に米国のテレビ番組『ソウル・トレイン』（英語版を参照）に出演。日本人アーティストとしてはYMOに次いで2組目。ソロアーティストとしては初出演となった。
- 2006年 6月21日、メジャーデビュー20周年を迎えた。1995年10月から続いていたラジオ番組「久保田利伸のプラネット・フレーヴァ」が2006年3月に終了。翌月からエフエム大阪で「JAM FOR REAL」がスタート。
- 2007年3月、「mtv iCON 久保田利伸 powerd by 楽天オークション」がSHIBUYA-AXにて開催された。平井堅、SunMin、AI、DOUBLE、ATSUSHI (EXILE)、VERBAL (m-flo)、KREVA、AFRA、加藤ミリヤ、SOULHEAD、森大輔、bird、椎名純平、TOKUらが参加し、久保田の楽曲をカバーした。
- 2010年6月には「LOVE RAIN 〜恋の雨〜」が、みたびフジテレビドラマ（月9枠）主題歌となり（「月の恋人〜Moon Lovers〜」木村拓哉主演）、自身14年ぶりにオリコントップ3入りを果たした。
- 2017年9月29日、母校である静岡県立静岡商業高等学校の開校120周年・学園祭70周年記念で静商祭校内発表にサプライズで登場した[12]。
- 2020年10月16日、サブスクリプションサービスにて、新曲含む全曲ストリーミング配信を開始した。これに際し、久保田を総称するコピー“BIG LOVE IS COMING！”と銘打たれたSPOTを作成。久保田がモンスターと化したアニメーションには、声優の山寺宏一が参加している。

## 関連人物などとのエピソード
とんねるずの2人とは、1987年にフジテレビ系「夜のヒットスタジオDELUXE」で共演して以来の仲で、彼らの冠番組にはよくゲスト出演する（「とんねるずのみなさんのおかげです」、「とんねるずのハンマープライス」、「木梨サイクル」、「うたばん」）。
石井竜也は1988年のツアーパンフレットでインタビューを寄せていたり、デビュー前には同じライブハウスで共演もしていた。米米CLUBでは「TIMEシャワーに射たれて」のパロディ曲『ライスシャワー』を歌っている。1990年の野外イベントで米米と久保田が出演した際、先に登場した米米が「ライスシャワー」を歌った。その後、本家の久保田が登場した時の1曲目が「TIMEシャワーに射たれて」だった。米倉利紀とは『Gift』というアルバムで彼が久保田の楽曲をカバーした際、久保田が絶賛したことがきっかけで付き合いが始まる。
同じ事務所の面々でバーで飲んでいた際、偶然にも山下達郎がいたので、久保田が事務所の後輩である森大輔を山下に紹介した。そのとき、山下に「あまりにもファッションが若いもんだから久保田君に似てる人かと思った」と言われた（携帯サイトのスタッフコメント）。
ミュージック・ソウルチャイルドが来日した際、客席にいた久保田はステージ上から彼に呼ばれ、サプライズゲストとして出演した。
平井堅については、何度か久保田が平井のレコーディングにプロデューサーとして参加したことがあり、平井自身も久保田のファンだったこともあって付き合いがスタート。2012年には音楽雑誌の誌面上に於いて久保田・平井と対談している。
松任谷正隆とは、1986年に小泉今日子のアルバム「今日子の清く楽しく美しく」に楽曲提供をした際、そのアレンジをしていたのがきっかけで知り合った。1991年には、松任谷由実のアルバム「DAWN PURPLE」にコーラスでゲスト参加している。デビュー・アルバムのレコーディングには武部聡志らユーミンクルーと中村哲ら山下達郎クルーが参加しており、レコーディングスタジオにスマイルガレージも入っている。
富樫明生とは、1989年の仙台市での野外ライブイベントJT SUPER SOUNDでバブルガムブラザーズ、アマゾンズらと共に共演している。
作家の山田詠美のエッセイにしばしば「久保田君」として登場する。その後、山田詠美の短編小説と久保田の裏ベスト版をコラボレーションし、リリース。
1996年にリリースの『LA・LA・LA LOVE SONG』では、ナオミ・キャンベルとコラボレーションしているが、これはニューヨークでたまたま同じアパートに住んでいて意気投合して曲へのコラボレーションを頼んだと言っていた。
日本テレビ「アナザースカイ」（2012年7月6日放送）にて、山田優がワシントンスクエアパークを訪れると公園の真ん中で歌って踊ったことがあると話した。そこに久保田利伸がたまたま通り声をかけた。
2006年のライブツアーの代々木公演の会場には、岡村隆史、飯島直子、ゴスペラーズの黒沢薫、高木ブー、CHEMISTRYの堂珍嘉邦、仲間由紀恵、オセロの中島知子、平井堅、山田詠美、KREVA、島谷ひとみ、天海祐希、加藤茶らが来ていた。
2010年4月2日に札幌ドームで行われたプロ野球「北海道日本ハムファイターズ 対 埼玉西武ライオンズ」の試合の始球式に登板。野球が大好きで、過去には北海道日本ハムファイターズを応援する曲「Funky Fighters」という曲を制作した経緯がある。
柿崎洋一郎とは、1986年に久保田のバックバンド「MOTHER EARTH」のメンバーに加入して以来、アレンジャー、キーボード奏者として切っても切れないほどの長年の付き合い。MOTHER EARTHには、ほかに羽田一郎 (G)、杉山卓夫 (K)、中村キタロー (B)、中島オバヲ (Per)、ジーノ秋山 (Dr) が参加していた。初期には、江口信夫、阿部薫、武部聡志も参加。
中島オバヲとは、学生時代にバイトをしていた世田谷区の楽器店での同僚であった。それ以来の長年の付き合いだとブルーノート東京での「Bossa & Lovers Rock Night」のMCで語った。
後に衆議院議員となる宮内秀樹とは、大学時代に同じ下宿で隣同士の部屋に住んでいた仲で、しばしば一緒に酒を飲んだり金を借りたりしていた。
シンガー・ソングライターのYURIとは、アメリカで活動を行っていた彼女を発掘し、彼女の才能を「アジアで最高の女性シンガー」と絶賛し、日本に紹介した。ライブツアーやレコーディングに参加させている。
音楽プロデューサーの松尾潔とは松尾が音楽ライター時代、久保田がデビューする前から交流があり、久保田との出会いをきっかけに90年代半ばから音楽制作に携わるようになった。久保田は松尾のラジオ番組NHK-FM「松尾潔のメロウな夜」にも度々ゲスト出演している。

## ディスコグラフィ

### シングル
- 1990年以前にリリースされたシングルは、デビュー・シングルを除く全てが、主にベスト・アルバムのみに収録されている。
- 1986年・1987年にリリースされたシングルはEPレコード、1988年から1999年までのシングルは8cmCD、2000年以降はマキシシングルとして発売。
  - EPレコードのみリリースされていた4作品は、1989年11月1日に8cmCDとして初CD化。
  - 既に8cmCD（アナログレコード除く）で発売されていた作品は後に、2005年8月24日に、マキシシングルで一挙再発売。

| 枚                                                      | 発売日                                                  | タイトル                                                | 規格                                                    | 品番                                                    | 順位                                                    | 収録アルバム                                            |                                                         |                                                         |                                                         |
| 国内 （CBS・ソニー→ Sony Records→ SME Recordsレーベル） | 国内 （CBS・ソニー→ Sony Records→ SME Recordsレーベル） | 国内 （CBS・ソニー→ Sony Records→ SME Recordsレーベル） | 国内 （CBS・ソニー→ Sony Records→ SME Recordsレーベル） | 国内 （CBS・ソニー→ Sony Records→ SME Recordsレーベル） | 国内 （CBS・ソニー→ Sony Records→ SME Recordsレーベル） | 国内 （CBS・ソニー→ Sony Records→ SME Recordsレーベル） | 国内 （CBS・ソニー→ Sony Records→ SME Recordsレーベル） | 国内 （CBS・ソニー→ Sony Records→ SME Recordsレーベル） | 国内 （CBS・ソニー→ Sony Records→ SME Recordsレーベル） |
| ------------------------------------------------------- | ------------------------------------------------------- | ------------------------------------------------------- | ------------------------------------------------------- | ------------------------------------------------------- | ------------------------------------------------------- | ------------------------------------------------------- | ------------------------------------------------------- | ------------------------------------------------------- | ------------------------------------------------------- |
| 1st                                                     | 1986年6月21日                                           | 失意のダウンタウン                                      | EP                                                      | 07SH-1784（廃盤）                                       | 53位                                                    | SHAKE IT PARADISE                                       |                                                         |                                                         |                                                         |
| 1st                                                     | 1989年11月1日                                           | 失意のダウンタウン                                      | 8cmCD                                                   | CSDL-3006（廃盤）                                       | 53位                                                    | SHAKE IT PARADISE                                       |                                                         |                                                         |                                                         |
| 1st                                                     | 2005年8月24日                                           | 失意のダウンタウン                                      | 12cmCD                                                  | SECL-241 （現行再発）                                   | 53位                                                    | SHAKE IT PARADISE                                       |                                                         |                                                         |                                                         |
| 2nd                                                     | 1986年12月21日                                          | TIMEシャワーに射たれて…                                 | 12インチシングル                                        | 12AH-2131（廃盤）                                       | 35位                                                    | the BADDEST                                             |                                                         |                                                         |                                                         |
| 2nd                                                     | 1989年11月1日                                           | TIMEシャワーに射たれて…                                 | 8cmCD                                                   | CSDL-3007（廃盤）                                       | 35位                                                    | the BADDEST                                             |                                                         |                                                         |                                                         |
| 2nd                                                     | 2005年8月24日                                           | TIMEシャワーに射たれて…                                 | 12cmCD                                                  | SECL-242（現行再発）                                    | 35位                                                    | the BADDEST                                             |                                                         |                                                         |                                                         |
| 3rd                                                     | 1987年2月26日                                           | GODDESS〜新しい女神〜                                   | EP                                                      | 07SH-1876（廃盤）                                       | 21位                                                    | the BADDEST                                             |                                                         |                                                         |                                                         |
| 3rd                                                     | 1989年11月1日                                           | GODDESS〜新しい女神〜                                   | 8cmCD                                                   | CSDL-3008（廃盤）                                       | 21位                                                    | the BADDEST                                             |                                                         |                                                         |                                                         |
| 3rd                                                     | 2005年8月24日                                           | GODDESS〜新しい女神〜                                   | 12cmCD                                                  | SECL-243（現行再発）                                    | 21位                                                    | the BADDEST                                             |                                                         |                                                         |                                                         |
| 4th                                                     | 1987年10月21日                                          | Cry On Your Smile                                       | EP                                                      | 07SH-1989（廃盤）                                       | 8位                                                     | the BADDEST                                             |                                                         |                                                         |                                                         |
| 4th                                                     | 1989年11月1日                                           | Cry On Your Smile                                       | 8cmCD                                                   | CSDL-3009（廃盤）                                       | 8位                                                     | the BADDEST                                             |                                                         |                                                         |                                                         |
| 4th                                                     | 2005年8月24日                                           | Cry On Your Smile                                       | 12cmCD                                                  | SECL-244（現行再発）                                    | 8位                                                     | the BADDEST                                             |                                                         |                                                         |                                                         |
| 5th                                                     | 1988年2月26日                                           | You were mine                                           | EP                                                      | 07SH-3001（廃盤）                                       | 3位                                                     | the BADDEST                                             |                                                         |                                                         |                                                         |
| 5th                                                     | 1988年2月26日                                           | You were mine                                           | 8cmCD                                                   | 10EH3001（廃盤）                                        | 3位                                                     | the BADDEST                                             |                                                         |                                                         |                                                         |
| 5th                                                     | 2005年8月24日                                           | You were mine                                           | 12cmCD                                                  | SECL-245（現行再発）                                    | 3位                                                     | the BADDEST                                             |                                                         |                                                         |                                                         |
| 6th                                                     | 1990年6月21日                                           | GIVE YOU MY LOVE                                        | 8cmCD                                                   | CSDL-3103（廃盤）                                       | 3位                                                     | the BADDEST II                                          |                                                         |                                                         |                                                         |
| 6th                                                     | 2005年8月24日                                           | GIVE YOU MY LOVE                                        | 12cmCD                                                  | SECL-246（現行再発）                                    | 3位                                                     | the BADDEST II                                          |                                                         |                                                         |                                                         |
| 7th                                                     | 1990年10月1日                                           | Be wanabee                                              | 8cmCD                                                   | CSDL-3170（廃盤）                                       | 16位                                                    | BONGA WANGA                                             |                                                         |                                                         |                                                         |
| 7th                                                     | 2005年8月24日                                           | Be wanabee                                              | 12cmCD                                                  | SECL-247（現行再発）                                    | 16位                                                    | BONGA WANGA                                             |                                                         |                                                         |                                                         |
| 8th                                                     | 1991年3月21日                                           | FOREVER YOURS (Duet with Alyson Williams)               | 8cmCD                                                   | CSDL-3238（廃盤）                                       | 18位                                                    | the BADDEST II                                          |                                                         |                                                         |                                                         |
| 8th                                                     | 2005年8月24日                                           | FOREVER YOURS (Duet with Alyson Williams)               | 12cmCD                                                  | SECL-248（現行再発）                                    | 18位                                                    | the BADDEST II                                          |                                                         |                                                         |                                                         |
| 9th                                                     | 1991年9月1日                                            | Honey B/Keep On JAMMIN'                                 | 8cmCD                                                   | SRDL-3355（廃盤）                                       | 15位                                                    | KUBOJAH                                                 |                                                         |                                                         |                                                         |
| 9th                                                     | 2005年8月24日                                           | Honey B/Keep On JAMMIN'                                 | 12cmCD                                                  | SECL-249（現行再発）                                    | 15位                                                    | KUBOJAH                                                 |                                                         |                                                         |                                                         |
| 10th                                                    | 1991年11月1日                                           | 雨音                                                    | 8cmCD                                                   | SRDL-3411（廃盤）                                       | 34位                                                    | KUBOJAH                                                 |                                                         |                                                         |                                                         |
| 10th                                                    | 2005年8月24日                                           | 雨音                                                    | 12cmCD                                                  | SECL-250（現行再発）                                    | 34位                                                    | KUBOJAH                                                 |                                                         |                                                         |                                                         |
| 11th                                                    | 1993年5月14日                                           | ふたりのオルケスタ                                      | 8cmCD                                                   | SRDL-3645（廃盤）                                       | 13位                                                    | the BADDEST II                                          |                                                         |                                                         |                                                         |
| 11th                                                    | 2005年8月24日                                           | ふたりのオルケスタ                                      | 12cmCD                                                  | SECL-251 （現行再発）                                   | 13位                                                    | the BADDEST II                                          |                                                         |                                                         |                                                         |
| 12th                                                    | 1993年5月14日                                           | 夢 with You                                             | 8cmCD                                                   | SRDL-3646（廃盤）                                       | 5位                                                     | the BADDEST II                                          |                                                         |                                                         |                                                         |
| 12th                                                    | 2005年8月24日                                           | 夢 with You                                             | 12cmCD                                                  | SECL-252（現行再発）                                    | 5位                                                     | the BADDEST II                                          |                                                         |                                                         |                                                         |
| 13th                                                    | 1994年11月2日                                           | 夜に抱かれて 〜A Night in Afro Blue〜                   | 8cmCD                                                   | SRDL-3925（廃盤）                                       | 5位                                                     | BUMPIN' VOYAGE                                          |                                                         |                                                         |                                                         |
| 13th                                                    | 2005年8月24日                                           | 夜に抱かれて 〜A Night in Afro Blue〜                   | 12cmCD                                                  | SECL-253（現行再発）                                    | 5位                                                     | BUMPIN' VOYAGE                                          |                                                         |                                                         |                                                         |
| 14th                                                    | 1994年12月1日                                           | ZA-KU-ZA-KU Digame/SUNshine, MOONlight                  | 8cmCD                                                   | SRDL-3958（廃盤）                                       | 17位                                                    | BUMPIN' VOYAGE                                          |                                                         |                                                         |                                                         |
| 14th                                                    | 2005年8月24日                                           | ZA-KU-ZA-KU Digame/SUNshine, MOONlight                  | 12cmCD                                                  | SECL-254（現行再発）                                    | 17位                                                    | BUMPIN' VOYAGE                                          |                                                         |                                                         |                                                         |
| 15th                                                    | 1995年7月7日                                            | 虹のグランドスラム                                      | 8cmCD                                                   | SRDL-4031（廃盤）                                       | 15位                                                    | LA・LA・LA LOVE THANG                                   |                                                         |                                                         |                                                         |
| 15th                                                    | 2005年8月24日                                           | 虹のグランドスラム                                      | 12cmCD                                                  | SECL-255（現行再発）                                    | 15位                                                    | LA・LA・LA LOVE THANG                                   |                                                         |                                                         |                                                         |
| 16th                                                    | 1996年5月13日                                           | LA・LA・LA LOVE SONG                                    | 8cmCD                                                   | SRDL-4184（廃盤）                                       | 1位                                                     | LA・LA・LA LOVE THANG                                   |                                                         |                                                         |                                                         |
| 16th                                                    | 2005年8月24日                                           | LA・LA・LA LOVE SONG                                    | 12cmCD                                                  | SECL-256（現行再発）                                    | 1位                                                     | LA・LA・LA LOVE THANG                                   |                                                         |                                                         |                                                         |
| 17th                                                    | 1996年9月21日                                           | Just The Two Of Us -Butcher Bros. LP Remix-             | 8cmCD                                                   | SRDL-4271（廃盤）                                       | 30位                                                    | SUNSHINE, MOONLIGHT                                     |                                                         |                                                         |                                                         |
| 17th                                                    | 2005年8月24日                                           | Just The Two Of Us -Butcher Bros. LP Remix-             | 12cmCD                                                  | SECL-257（現行再発）                                    | 30位                                                    | SUNSHINE, MOONLIGHT                                     |                                                         |                                                         |                                                         |
| 18th                                                    | 1996年10月10日                                          | BODY-CATION                                             | 8cmCD                                                   | SRDL-4295（廃盤）                                       | 12位                                                    | LA・LA・LA LOVE THANG                                   |                                                         |                                                         |                                                         |
| 18th                                                    | 2005年8月24日                                           | BODY-CATION                                             | 12cmCD                                                  | SECL-258（現行再発）                                    | 12位                                                    | LA・LA・LA LOVE THANG                                   |                                                         |                                                         |                                                         |
| 19th                                                    | 1997年2月21日                                           | Cymbals                                                 | 8cmCD                                                   | SRDL-4324（廃盤）                                       | 19位                                                    | THE BADDEST III                                         |                                                         |                                                         |                                                         |
| 19th                                                    | 2005年8月24日                                           | Cymbals                                                 | 12cmCD                                                  | SECL-259（現行再発）                                    | 19位                                                    | THE BADDEST III                                         |                                                         |                                                         |                                                         |
| 20th                                                    | 1998年9月18日                                           | AHHHHH!                                                 | 8cmCD                                                   | SRDL-4560（廃盤）                                       | 5位                                                     | THE BADDEST III                                         |                                                         |                                                         |                                                         |
| 20th                                                    | 2005年8月24日                                           | AHHHHH!                                                 | 12cmCD                                                  | SECL-260（現行再発）                                    | 5位                                                     | THE BADDEST III                                         |                                                         |                                                         |                                                         |
| 21st                                                    | 1999年7月28日                                           | The Sound of Carnival                                   | 8cmCD                                                   | SRDL-4641（廃盤）                                       | 15位                                                    | As One                                                  |                                                         |                                                         |                                                         |
| 21st                                                    | 2005年8月24日                                           | The Sound of Carnival                                   | 12cmCD                                                  | SECL-261 （現行再発）                                   | 15位                                                    | As One                                                  |                                                         |                                                         |                                                         |
| 22nd                                                    | 1999年7月28日                                           | SOUL BANGIN'                                            | 12cmCD                                                  | SRCL-4570                                               | 25位                                                    | THE BADDEST III                                         |                                                         |                                                         |                                                         |
| 23rd                                                    | 1999年9月8日                                            | Messengers' Rhyme -Rakushow, it's your Show!-           | 12cmCD                                                  | SRCL-4634                                               | 9位                                                     | THE BADDEST III                                         |                                                         |                                                         |                                                         |
| 24th                                                    | 2000年8月30日                                           | ポリ リズム                                             | 12cmCD                                                  | SRCL-4798                                               | 22位                                                    | As One                                                  |                                                         |                                                         |                                                         |
| 25th                                                    | 2000年11月1日                                           | Always Remain                                           | 12cmCD                                                  | SRCL-4951                                               | 66位                                                    | As One                                                  |                                                         |                                                         |                                                         |
| 26th                                                    | 2001年11月14日                                          | Candy Rain                                              | 12cmCD                                                  | SRCL-5243                                               | 19位                                                    | United Flow                                             |                                                         |                                                         |                                                         |
| 27th                                                    | 2002年2月20日                                           | Respect (this & that)                                   | 12cmCD                                                  | SRCL-5289                                               | 49位                                                    | United Flow                                             |                                                         |                                                         |                                                         |
| 28th                                                    | 2003年12月10日                                          | Our Christmas                                           | 12cmCD                                                  | SECL-299                                                | 10位                                                    | LOVE & RAIN 〜LOVE SONGS〜                              |                                                         |                                                         |                                                         |
| 29th                                                    | 2005年4月27日                                           | a Love Story                                            | 12cmCD                                                  | SECL-195                                                | 43位                                                    | FOR REAL?                                               |                                                         |                                                         |                                                         |
| 30th                                                    | 2005年8月24日                                           | Club Happiness                                          | 12cmCD                                                  | SECL-240                                                | 40位                                                    | FOR REAL?                                               |                                                         |                                                         |                                                         |
| 31st                                                    | 2005年11月2日                                           | 君のそばに                                              | 12cmCD                                                  | SECL-270                                                | 25位                                                    | FOR REAL?                                               |                                                         |                                                         |                                                         |
| 32nd                                                    | 2007年8月8日                                            | M☆A☆G☆I☆C                                               | 12cmCD                                                  | SRCL-6560                                               | 20位                                                    | Timeless Fly                                            |                                                         |                                                         |                                                         |
| 33rd                                                    | 2008年3月26日                                           | FLYING EASY LOVING CRAZY                                | 12cmCD+DVD                                              | SRCL-6711（初回限定盤）                                 | 18位                                                    | Timeless Fly                                            |                                                         |                                                         |                                                         |
| 33rd                                                    | 2008年3月26日                                           | FLYING EASY LOVING CRAZY                                | 12cmCD                                                  | SRCL-6713（通常盤）                                     | 18位                                                    | Timeless Fly                                            |                                                         |                                                         |                                                         |
| 34th                                                    | 2010年1月27日                                           | Tomorrow Waltz                                          | 12cmCD+DVD                                              | SECL-822（初回限定盤）                                  | 36位                                                    | Timeless Fly                                            |                                                         |                                                         |                                                         |
| 34th                                                    | 2010年1月27日                                           | Tomorrow Waltz                                          | 12cmCD                                                  | SECL-824（通常盤）                                      | 36位                                                    | Timeless Fly                                            |                                                         |                                                         |                                                         |
| 35th                                                    | 2010年6月16日                                           | LOVE RAIN 〜恋の雨〜                                    | 12cmCD                                                  | SECL-887                                                | 3位                                                     | LOVE & RAIN 〜LOVE SONGS〜                              |                                                         |                                                         |                                                         |
| 36th                                                    | 2011年6月29日                                           | 流れ星と恋の雨                                          | 12cmCD+DVD                                              | SECL-977（初回限定盤）                                  | 24位                                                    | Gold Skool                                              |                                                         |                                                         |                                                         |
| 36th                                                    | 2011年6月29日                                           | 流れ星と恋の雨                                          | 12cmCD                                                  | SECL-979（通常盤）                                      | 24位                                                    | Gold Skool                                              |                                                         |                                                         |                                                         |
| 37th                                                    | 2011年9月28日                                           | 声にできない                                            | 12cmCD+DVD                                              | SECL-1015（初回限定盤）                                 | 20位                                                    | THE BADDEST 〜Hit Parade〜                              |                                                         |                                                         |                                                         |
| 37th                                                    | 2011年9月28日                                           | 声にできない                                            | 12cmCD                                                  | SECL-1017（通常盤）                                     | 20位                                                    | THE BADDEST 〜Hit Parade〜                              |                                                         |                                                         |                                                         |
| 38th                                                    | 2013年5月22日                                           | Bring me up!                                            | 12cmCD+DVD                                              | SECL-1314（初回限定盤）                                 | 32位                                                    | L.O.K                                                   |                                                         |                                                         |                                                         |
| 38th                                                    | 2013年5月22日                                           | Bring me up!                                            | 12cmCD                                                  | SECL-1316（通常盤）                                     | 32位                                                    | L.O.K                                                   |                                                         |                                                         |                                                         |
| 39th                                                    | 2014年6月18日                                           | Upside Down/Free Style                                  | 12cmCD+DVD                                              | SECL-1520（初回限定盤）                                 | 22位                                                    | L.O.K                                                   |                                                         |                                                         |                                                         |
| 39th                                                    | 2014年6月18日                                           | Upside Down/Free Style                                  | 12cmCD                                                  | SECL-1522（通常盤）                                     | 22位                                                    | L.O.K                                                   |                                                         |                                                         |                                                         |
| 40th                                                    | 2018年3月28日                                           | You Go Lady                                             | 12cmCD+DVD                                              | SECL-2274（初回限定盤）                                 | 26位                                                    | BEAUTIFUL PEOPLE                                        |                                                         |                                                         |                                                         |
| 40th                                                    | 2018年3月28日                                           | You Go Lady                                             | 12cmCD                                                  | SECL-2276（通常盤）                                     | 26位                                                    | BEAUTIFUL PEOPLE                                        |                                                         |                                                         |                                                         |
| 41st                                                    | 2018年11月28日                                          | So Beautiful                                            | 12cmCD+DVD                                              | SECL-2352（初回限定盤）                                 | 38位                                                    | BEAUTIFUL PEOPLE                                        |                                                         |                                                         |                                                         |
| 41st                                                    | 2018年11月28日                                          | So Beautiful                                            | 12cmCD                                                  | SECL-2354（通常盤）                                     | 38位                                                    | BEAUTIFUL PEOPLE                                        |                                                         |                                                         |                                                         |
| TOSHI KUBOTA（米国名義）                                |                                                         |                                                         |                                                         |                                                         |                                                         |                                                         |                                                         |                                                         |                                                         |
| 1st                                                     | 1995年8月29日                                           | FUNK IT UP                                              | 12" Vinyl                                               | 44 77963                                                | -                                                       | SUNSHINE, MOONLIGHT                                     |                                                         |                                                         |                                                         |
| 1st                                                     | 1995年9月12日                                           | FUNK IT UP                                              | 12cmCD                                                  | 44K 77963                                               | -                                                       | SUNSHINE, MOONLIGHT                                     |                                                         |                                                         |                                                         |
| 2nd                                                     | 1996年7月30日                                           | Just The Two Of Us                                      | 12" Vinyl, 12cmCD                                       | 44 78256, 44K 78256                                     | -                                                       | SUNSHINE, MOONLIGHT                                     |                                                         |                                                         |                                                         |
| 3rd                                                     | 2000年6月21日                                           | Nothing But Your Love                                   | 12cmCD                                                  | SRCS 2301                                               | -                                                       | NOTHING BUT YOUR LOVE                                   |                                                         |                                                         |                                                         |
| 4th                                                     | 2000年                                                  | Masquerade                                              | Promo 12cmCD                                            | ESK 16549                                               | -                                                       | NOTHING BUT YOUR LOVE                                   |                                                         |                                                         |                                                         |
| 5th                                                     | 2004年10月12日                                          | Living for Today                                        | 12" Vinyl                                               | 49 71160                                                | -                                                       | Time To Share                                           |                                                         |                                                         |                                                         |
| 6th                                                     | 2004年                                                  | Breaking Through                                        | Promo 12cmCD                                            | ESK 56497                                               | -                                                       | Time To Share                                           |                                                         |                                                         |                                                         |
| 7th                                                     | 2004年                                                  | Hold Me Down                                            | Promo 12" Vinyl, 12cmCD                                 | EAS 58344, ESK 56497                                    | -                                                       | Time To Share                                           |                                                         |                                                         |                                                         |

### 配信シングル
| 1st | 2020年10月16日 | Boogie Ride / 空の詩 | デジタル・ダウンロード | 未公表 |
| 2nd | 2024年6月19日  | the Beat of Life     | デジタル・ダウンロード | 未公表 |

### アルバム

#### オリジナルアルバム
| 枚                                                      | 発売日                                                  | タイトル                                                | 規格                                                    | 品番                                                    | 順位                                                    |                                                         |                                                         |                                                         |                                                         |
| 国内 （CBS・ソニー→ Sony Records→ SME Recordsレーベル） | 国内 （CBS・ソニー→ Sony Records→ SME Recordsレーベル） | 国内 （CBS・ソニー→ Sony Records→ SME Recordsレーベル） | 国内 （CBS・ソニー→ Sony Records→ SME Recordsレーベル） | 国内 （CBS・ソニー→ Sony Records→ SME Recordsレーベル） | 国内 （CBS・ソニー→ Sony Records→ SME Recordsレーベル） | 国内 （CBS・ソニー→ Sony Records→ SME Recordsレーベル） | 国内 （CBS・ソニー→ Sony Records→ SME Recordsレーベル） | 国内 （CBS・ソニー→ Sony Records→ SME Recordsレーベル） | 国内 （CBS・ソニー→ Sony Records→ SME Recordsレーベル） |
| ------------------------------------------------------- | ------------------------------------------------------- | ------------------------------------------------------- | ------------------------------------------------------- | ------------------------------------------------------- | ------------------------------------------------------- | ------------------------------------------------------- | ------------------------------------------------------- | ------------------------------------------------------- | ------------------------------------------------------- |
| 1st                                                     | 1986年9月10日                                           | SHAKE IT PARADISE                                       | CD                                                      | 32DH-453（廃盤）                                        | 11位                                                    |                                                         |                                                         |                                                         |                                                         |
| 1st                                                     | 1989年10月8日                                           | SHAKE IT PARADISE                                       | CD                                                      | CSCL-1002（現行再発盤）                                 | 11位                                                    |                                                         |                                                         |                                                         |                                                         |
| 2nd                                                     | 1987年4月22日                                           | GROOVIN'                                                | CD                                                      | 32DH-654（廃盤）                                        | 3位                                                     |                                                         |                                                         |                                                         |                                                         |
| 2nd                                                     | 1989年10月8日                                           | GROOVIN'                                                | CD                                                      | CSCL-1003（現行再発盤）                                 | 3位                                                     |                                                         |                                                         |                                                         |                                                         |
| 3rd                                                     | 1988年9月30日                                           | Such A Funky Thang!                                     | CD                                                      | 32DH-5131（廃盤）                                       | 1位                                                     |                                                         |                                                         |                                                         |                                                         |
| 3rd                                                     | 1990年7月15日                                           | Such A Funky Thang!                                     | CD                                                      | CSCL-1178（現行再発盤）                                 | 1位                                                     |                                                         |                                                         |                                                         |                                                         |
| 4th                                                     | 1990年7月15日                                           | BONGA WANGA                                             | CD                                                      | CSCL-1179                                               | 1位                                                     |                                                         |                                                         |                                                         |                                                         |
| 5th                                                     | 1992年7月1日                                            | Neptune                                                 | CD                                                      | SRCL-2429                                               | 3位                                                     |                                                         |                                                         |                                                         |                                                         |
| 6th                                                     | 1995年1月28日                                           | BUMPIN' VOYAGE                                          | CD                                                      | SRCL-3166                                               | 1位                                                     |                                                         |                                                         |                                                         |                                                         |
| 7th                                                     | 1996年12月2日                                           | LA・LA・LA LOVE THANG                                   | CD                                                      | SRCL-3721                                               | 2位                                                     |                                                         |                                                         |                                                         |                                                         |
| 8th                                                     | 2000年9月27日                                           | As One                                                  | CD                                                      | SRCL-4927                                               | 5位                                                     |                                                         |                                                         |                                                         |                                                         |
| 9th                                                     | 2002年4月10日                                           | United Flow                                             | CD                                                      | SRCL-5320                                               | 9位                                                     |                                                         |                                                         |                                                         |                                                         |
| 10th                                                    | 2006年3月1日                                            | FOR REAL?                                               | CD                                                      | SECL-355                                                | 13位                                                    |                                                         |                                                         |                                                         |                                                         |
| 11th                                                    | 2010年2月24日                                           | Timeless Fly                                            | CD+DVD                                                  | SECL-850（初回限定盤）                                  | 9位                                                     |                                                         |                                                         |                                                         |                                                         |
| 11th                                                    | 2010年2月24日                                           | Timeless Fly                                            | CD                                                      | SECL-852（通常盤）                                      | 9位                                                     |                                                         |                                                         |                                                         |                                                         |
| 12th                                                    | 2011年8月3日                                            | Gold Skool                                              | CD+DVD                                                  | SECL-993（初回限定盤）                                  | 3位                                                     |                                                         |                                                         |                                                         |                                                         |
| 12th                                                    | 2011年8月3日                                            | Gold Skool                                              | CD                                                      | SECL-995（通常盤）                                      | 3位                                                     |                                                         |                                                         |                                                         |                                                         |
| 13th                                                    | 2015年3月18日                                           | L.O.K                                                   | CD+DVD                                                  | SECL-1655（初回限定盤）                                 | 3位                                                     |                                                         |                                                         |                                                         |                                                         |
| 13th                                                    | 2015年3月18日                                           | L.O.K                                                   | CD                                                      | SECL-1657（通常盤）                                     | 3位                                                     |                                                         |                                                         |                                                         |                                                         |
| 14th                                                    | 2019年11月27日                                          | BEAUTIFUL PEOPLE                                        | CD+DVD                                                  | SECL-2490（初回限定盤）                                 | 7位                                                     |                                                         |                                                         |                                                         |                                                         |
| 14th                                                    | 2019年11月27日                                          | BEAUTIFUL PEOPLE                                        | CD                                                      | SECL-2492（通常盤）                                     | 7位                                                     |                                                         |                                                         |                                                         |                                                         |
| TOSHI KUBOTA（米国名義）                                |                                                         |                                                         |                                                         |                                                         |                                                         |                                                         |                                                         |                                                         |                                                         |
| 1st                                                     | 1995年9月10日                                           | SUNSHINE,MOONLIGHT                                      | CD                                                      | SRCL-3293（廃盤）                                       | 1位                                                     |                                                         |                                                         |                                                         |                                                         |
| 2nd                                                     | 2000年7月25日                                           | Nothing But Your Love                                   | CD                                                      | SRCS-2300                                               | 7位                                                     |                                                         |                                                         |                                                         |                                                         |
| 2nd                                                     | 2004年9月15日                                           | Nothing But Your Love                                   | CD                                                      | SECP-2（レーベルゲートCD）                              | 7位                                                     |                                                         |                                                         |                                                         |                                                         |
| 3rd                                                     | 2004年9月15日                                           | Time To Share                                           | CD                                                      | SECP-1（レーベルゲートCD）                              | 25位                                                    |                                                         |                                                         |                                                         |                                                         |

#### ミニ・アルバム
- 1枚目のみ8cmCD、2枚目以降は12cmCDで発売。現代の基準でマキシシングルと呼ばれるものにあたるが、発売当時3曲以上収録盤はミニアルバムと呼ばれ集計されることが多く、公式サイトではアルバム（ミニアルバム）として分類されている[注 24]。
  - なお現在は、4th『Funk It Up/Nice & EZ』[16]を除いて廃盤となっている。

| 1st | 1988年11月26日 | Dance If You Want It | 8cmCD  | 13EH-8063 | 2位  |
| 2nd | 1989年1月21日  | Indigo Waltz         | 12cmCD | 13DH-5186 | 6位  |
| 3rd | 1989年3月21日  | High Roller          | 12cmCD | 13DH-5213 | 11位 |
| 4th | 1995年10月21日 | Funk It Up/Nice & EZ | 12cmCD | SRCL-3360 | 91位 |

#### 企画アルバム（スペシャル・アルバム）
| 1st | 1991年9月21日 | PARALLEL WORLD I“KUBOJAH” | CD     | SRCL-2160               | 1位  |
| 2nd | 2013年7月3日  | Parallel World II KUBOSSA | CD+DVD | SECL-1344（初回限定盤） | 11位 |
| 2nd | 2013年7月3日  | Parallel World II KUBOSSA | CD     | SECL-1346（通常盤）     | 11位 |

#### ベスト・アルバム
| 1st | 1989年10月8日  | the BADDEST                | CD          | CSCL-1001               | 1位 |
| 1st | 2009年9月2日   | the BADDEST                | Blu-spec CD | SECL-20005（再発盤）    | 1位 |
| 2nd | 1993年9月22日  | the BADDEST II             | CD          | SRCL-2691               | 1位 |
| 2nd | 2009年9月2日   | the BADDEST II             | Blu-spec CD | SECL-20006（再発盤）    | 1位 |
| 3rd | 2002年12月4日  | THE BADDEST III            | CD          | SRCL-5460               | 3位 |
| 3rd | 2009年9月2日   | THE BADDEST III            | Blu-spec CD | SECL-20007（再発盤）    | 3位 |
| 4th | 2011年11月23日 | THE BADDEST 〜Hit Parade〜 | 2CD+DVD     | SECL-1028（初回限定盤） | 2位 |
| 4th | 2011年11月23日 | THE BADDEST 〜Hit Parade〜 | 2CD         | SECL-1030（通常盤）     | 2位 |

### 写真集
- TOSHINOBU KUBOTA in INDIA（2012年11月30日、中村和孝、幻冬舎）

### その他
- すごいぞ!テープ
公式に認められたデモテープ。デビュー前に関係者のみに配布され、その後のデビューへの足がかりとなった。
- THE BRIDGE（1997年）
マイケル・センベロ主導による企画アルバム。久保田は「send me an angel」「gone」「change on change」の3曲で歌声を披露。センベロの歌う「send me an angel」日本語ヴァージョンでは、作詞・コーラスを担当している。
- GHETTO BLASTER（1988年）
1988年、KIRINから発売された清涼飲料水「Mets」CMソングに新曲「OH, WHAT A NIGHT!」が起用されたのを記念に、同商品の懸賞（2等。ちなみに1等は、MICHIKO LONDONの自転車）としてプレゼントされた非売品カセット・テープ。同曲は後にベスト・アルバム『the BADDEST』が発売されるまで、このカセット・テープでしかフルコーラスを聴くことが出来ない。なお、このカセット・テープに収録されているオリジナル・ヴァージョンと『the BADDEST』収録曲はヴァージョンが違うため、CMに起用されたオリジナル・ヴァージョンは、このカセットテープでしか聴くことができない。またオリジナル・ヴァージョンからベスト・アルバムにヴォーカルを入れ直した理由として「オリジナルの時は風邪で喉の調子が悪かった」為と話している。収録は同曲と、既発売曲のリミックス3曲。なお、同じ内容でCDも制作されたが、CDはプロモーション用の完全非売品。
  - 収録曲

【Side A】 1:Psychic Beat (Psybor Punk Mix)、2:Tawawa Hit Parade (Vitamin Required Mix)
【Side B】 1:Oh, What A Night! (Kirin Mets '88 CM Song)、2:Visions (African Village Mix)
- HIP POCKETシリーズ
1988年から1997年にアルバムの販売促進用に製作された、プロモーション用の完全非売品CD。シリーズは1〜7まであり、このCDでしか聞くことが出来ない楽曲やコメントが収録されていることもあった。1〜6は丸型缶ケース、7は薄型ジュエルケース仕様。
  - HIP POCKET（3rdアルバム『Such A Funky Thang!』発売時に製作。アルバム収録曲から製作されたミニアルバムより、リミックスバージョンを収録。）

収録曲　1:Dance If You Want It (Extended Mix)、2:Indigo Waltz ('Listen To His Breath' Mix)、3:High Roller (World Beat Mix)
  - HIP POCKET 2（ベストアルバム『the BADDEST』発売時に製作。アルバム収録曲全曲が収録されているが、イントロ部分に本人からのコメントが収録されている。)
  - HIP POCKET 3（4thアルバム『BONGA WANGA 発売時に製作。曲前に本人からのコメント、アルバム収録曲「Mixed Nuts」の英語バージョン収録されている。）

収録曲　1:Theme For "HIP Pocket 3"〜Feel So Real、2:大ボラ Of Life、3:Mama Udongo 〜まぶたの中に･･･〜、4:Tell Me Why 〜この恋の行方〜、5:Be Wanabee、6:夜想、7:Mixed Nuts (English Version)、8:Ending Narration
  - HIP POCKET 4（8thシングル『FOREVER YOURS』 発売時に製作。4thアルバム『BONGA WANGA』 収録曲「Mama Udongo 〜まぶたの中に･･･〜」の英語バージョン収録されている。）

収録曲　1:Forever Youres、2:Mama Udongo (English Version)、3:Give You My Love
  - HIP POCKET 5（6thアルバム『Neptune』 発売時に製作。アルバムから数曲と本人のコメントが収録されている。)

収録曲　1:Let's get A Groove〜Yo! Hips〜、2:Sweet Dreams〜そっとおやすみ〜、3:To the Limit、4:誓い、5:T.K.コメント
  - HIP POCKET 6（ベストアルバム『the BADDEST II』 発売時に製作。アルバム収録曲をDJミックスし、曲によってはメドレーにて収録されている。)

収録曲　1:DJナレーション, 夢 with You 〜a cappella〜、2:夢 with You 〜a cappella〜、3:DJ MIX〜Dance If You Want It〜Moving Target〜High Roller、4:DJ MIX〜ふたりのオルケスタ〜Be wanabee〜GIVE YOU MY LOVE、5:DJナレーション, Keep On JAMMIN'、6:Keep On JAMMIN'、7:DJ MIX〜MAMA UDONGO〜雨音〜Love Reborn、8:DJ MIX〜君に会いたい〜Forever Yours〜夢with You、9:DJナレーション, Indigo Waltz '93、10:Indigo Waltz '93 (DEDICATE TO MICHAEL C.HOFFMAN)
  - HIP POCKET 7 〜In Store Selection（19thシングル『Cymbals』 発売時に製作。CDショップの店頭用演奏用として製作された。『Cymbals』とアルバム『BUMPIN' VOYAGE』、『SUNSHINE,MOONLIGHT』、『LA・LA・LA LOVE THANG』を中心に収録されているが、曲によってはタイトルが変更されている。)

収録曲　1:Cymbals、2:LA・LA・LA LOVE SONG、3:Summer Eyes、4:BODY-CATION、5:What's The Wonder?、6:Cymbals、7:女 D.J. "Fonk" 、8:Nice & EZ、9:Too Lite 2 Do、10:6 To 8、11:Cymbals、12:Missing、13:You were mine、14:SUNshine, MOONlight
- SUKIYAKI 〜Ue wo muite arukou〜 (feat. Musiq Soulchild)
2016年11月23日リリース、コラボレーション・ベスト・アルバム『THE BADDEST 〜Collaboration〜』にて坂本九の楽曲「上を向いて歩こう」をミュージック・ソウルチャイルドとのコラボでカバー。

## コンサートツアー
- 1986年
  - コンベンションツアー Debut Live
  - Funky Live Performance I 〜SHAKE IT PARADISEへようこそ〜
- 1987年
  - Funky Live Performance II GROOVIN'
- 1987-1988年
  - Funky Live Performance III KEEP ON DANCING
  - 「KEEP ON DANCING」 Tour Last FROM HERE TO ETERNITY
- 1989年
  - Funky Live Performance IV "I NEED YOUR FUNKY THANG"
- 1990-1991年
  - 日本一のBONGA WANGA 男S TOUR '91
- 1992年
  - Funky Live Performance VI FUNKIN' ON NEPTUNE TOUR
- 1993年
  - Funky Live Performance VII EVRY'TING COOK AN CURIE!
- 1996年
  - TOSHINOBU KUBOTA "PARTY ON!!" UNDER A GROOVE
  - TOSHINOBU KUBOTA CONCERT TOUR '96 "Oyeees!"
- 2000-2001年
  - TOSHINOBU KUBOTA CONCERT TOUR "NOTHING BUT AS ONE"
- 2003年
  - TOSHINOBU KUBOTA CONCERT TOUR 2003 "mo'bounce to the ounce"
- 2006年
  - TOSHINOBU KUBOTA CONCERT TOUR 2006 "WE FOR REAL"
- 2007年
  - Netz Super Live JFN Human Conscious' Choice 〜Unity! 2007（KREVAとのコラボツアー）
- 2010年
  - TOSHINOBU KUBOTA Concert Tour "Timeless Fly"
- 2011年
  - 25th Anniversary TOSHINOBU KUBOTA CONCERT TOUR "Gold Skool"
- 2012年
  - 25th Anniversary Toshinobu Kubota Concert Tour 2012 "Party ain't A Party!"
- 2013年
  - Toshinobu Kubota Special Tour with Acoustic Band ☆in the Universe☆
- 2015年
  - TOSHINOBU KUBOTA CONCERT TOUR 2015 "L.O.K"
  - TOSHINOBU KUBOTA CONCERT TOUR 2015 "L.O.K Supa Dupa"
    - ツアーメンバー：柿崎洋一郎 (key)、Ralph Roll (ds)、森多聞 (b)、オオニシ ユウスケ(g)、GAKUSHI(key)、DJ大自然 (turntable)、Ty Stephens (cho/vo)、Nikki (cho/vo)、YURI (cho/vo)、Ricky (dancer)、Kanako Fujita (dancer)、Shanti (dancer)
- 2017年
  - 3周まわって素でLive!〜THE HOUSE PARTY！〜
- 2019年-2020年
  - TOSHINOBU KUBOTA CONCERT TOUR 2019-2020"Beautiful People"
- 2020年
  - TOSHINOBU KUBOTA "Bossa & Lovers Rock Night"（ブルーノート東京）
    - バンドメンバー：川口大輔（ピアノ、キーボード）、森大輔（キーボード、ヴォーカル）、YURI（ヴォーカル、フルート）、小池龍平（ギター）、SOKUSAI（ベース）、中島オバヲ（パーカッション）、天倉正敬（ドラムス）

## フェス参加・ライブゲスト出演
- 「FUNKY DYNAMITE」LIVE-INN（1987年12月29日）謎のバンドFUNKY DYNAMITEのボーカルBOOTY KUBOTAとして出演
- 「FUNKA HIPS LIVE SHOW LAST -NEW BLOOD PRESENTS-」日本武道館（1989年9月26日）
  - FUNKA HIPS ALL STARS：久保田利伸＆MOTHEREARTH、GWINKO、AMAZONS、DA BUBBLEGUM BROTHERS、清水美恵、富樫明生、DALE SANDERS、ROLLETTA HEYWOOD
- 「JT SUPER SOUND '89」（1989年）
- 「JT SUPER SOUND '90」仙台リゾートパークオニコウベ高原（1990年8月4日）、海の中道海浜公園（1990年8月8日）
- 「THE NIGHT OF SEXUAL HEALING at 浜名湖渚園」浜名湖渚園（1990年8月11日）
- 「Children Of Africa」アフリカ ナイジェリア，ラゴス球場（1991年11月28日）日本人唯一の出演
- 「JT SUPER SOUND '92」（1992年）
- 「We Love Music We Love the Earth '92」日本武道館（1992年4月22日）キャロン・ウィーラー
- 「Excite Music Festival '06」国立代々木競技場第一体育館（2006年7月1日）
- 「mtv iCON:久保田利伸 powered by 楽天オークション」SHIBUYA-AX（2007年3月8日）＜サプライズゲスト（アンコール時）＞
- 「KREVA CONCERT TOUR 2007 "K-ing 日本武道館2days"」日本武道館（2007年11月23日）
- 「ap bank fes '10」静岡県掛川市つま恋多目的広場（2010年7月19日）
- 「SOUL POWER SUMMIT 2010」日本武道館（2010年9月24日・25日）
- 「平安神宮月夜の宴」平安神宮（2010年10月3日）
- 「夏木マリGUEST久保田利伸 〜夏になったら〜」渋谷PLEASURE PLEASURE（2011年6月2日）
- 「J-WAVE LIVE 2000+10」国立代々木競技場第一体育館（2011年8月13日）
- 「MICHAEL JACKSON TRIBUTE LIVE」国立代々木競技場第一体育館（2011年12月13日・14日）
- 「COUNTDOWN JAPAN 11/12」幕張メッセ（2011年12月30日）
- 「Beat Connection 2013」横浜アリーナ（2013年1月27日）
- 森大輔 Live Tour「Beauty is yours」大阪・森ノ宮ピロティホール＜サプライズゲスト＞（2013年9月29日）[17]
- FM802開局25周年記念イベント「RADIO MAGIC」大阪城ホール＜サプライズゲスト＞（2014年5月31日）[18]
- 「908 FESTIVAL 2014」日本武道館（2014年9月8日）KREVA主催
- 「岡村隆史のオールナイトニッポン歌謡祭in横浜アリーナ2016」横浜アリーナ（2016年10月23日）
- 「J-WAVE LIVE AUTUMN」オーチャードホール（2016年11月17日）
- 「FM COCOLO CROSSOVER JAM COOL VIBES」フェスティバルホール（2016年11月23日）
- 「武部聡志 Original Award Show 〜Happy 60〜」東京国際フォーラム（2017年2月27日）
- 「AI presents「伝説NIGHT II」」大阪城ホール（2017年4月30日）
- 「J-WAVE LIVE SUMMER JAM 2017」橫浜アリーナ（2017年7月23日）
- 「WEST GIGANTIC CITYLAND '17」大阪舞洲スポーツアイランド（2017年8月6日）[19]
- 「RISING SUN ROCK FESTIVAL 2017 in EZO」石狩湾新港樽川ふ頭横野外特設ステージ（2017年8月12日）
- 「音楽と髭達2017-NO BORDER-」ハードオフエコスタジアム新潟（2017年8月26日）
- 「SPACE SHOWER SWEET LOVE SHOWER 2017」山梨県・山中湖交流プラザきらら（2017年8月27日）
- 「宗像フェス〜World Heritage Munakata〜」宗像市グローバルアリーナ（2017年9月3日）
- 「908 FESTIVAL 2017」日本武道館（2017年9月8日）KREVA主催
- 「"SONGS & FRIENDS"荒井由実「ひこうき雲」Produced by 武部聡志」武蔵野の森総合スポーツプラザ（2018年3月17日）
- 「CLUB CITTA’ 30th Anniversary Flying KITTY Party 2018」川崎クラブチッタ（2018年10月5日）高中正義×久保田 SPゲスト:来生たかお
- 「TICAD7 LIVE HEART FOR AFRICA」横浜みなとみらいホール（2019年8月28日）MISIA×久保田

## その他　音楽関連事項

### 楽曲提供
特記以外は作曲提供
- aira（現：美元智衣）
  - 「ずっと忘れない」
- 杏里
  - 「TIME OUT」（作曲。羽田一郎と久保田の共作）
- ISSA
  - 「SHAPE OF LOVE」
- 岩崎宏美
  - 「月光」
- 岡本舞子
  - 「L.A. LOVER」
  - 「冬が終わるまで」
- 荻野目洋子
  - 「LAZY DANCE」
  - 「美女と野獣」
  - 「MORNING RAIN」
- 風間杜夫
  - 「スローダンスでさよならを」
- 加藤ミリヤ
  - 「One Night Only」
- 関ジャニ∞
  - 「王様クリニック」(TAKATSUKING)
- キップ・レノン（英語版）
  - 「DREAM」
- KinKi Kids
  - 「FUNKY PARTY」
  - 「The Red Light」
  - 「会いたい、会いたい、会えない。」
- CHEMISTRY
  - 「monologue」
- 小泉今日子
  - 「NUDIST」
  - 「教会の前で」
  - 「青春でゆこうよ」
  - 「パーティー」
  - 「Moon Light」
- 彩恵津子
  - 「永遠のモーニング・ムーン」（作曲・デュエットボーカル）
- 相楽晴子
  - 「KISSでLONG BOOD-BYE」
- Skoop On Somebody
  - 「Every Kiss, Every Lies」（作曲。作詞はS.O.S.と久保田の共作）
- 鈴木雅之 feat. 久保田利伸
  - 「リバイバル」
- SMAP
  - 「Style」（木村拓哉ソロ）
  - 「そっと きゅっと」
  - 「We are SMAP! -Funky Lude-」（作詞・作曲）
  - 「We are SMAP! -Bounce Lude-」（作詞・作曲）
- 髙橋真梨子
  - 「美しき戯れ」
  - 「想い出はひかりの中」
- 高橋洋子
  - 「One Heart to Love」
- タッキー&翼
  - 「L.O.V.E.」
- 田原俊彦
  - 「ダーリン涙を見せて」
  - 「Coolなままシェイク」
  - 「切り札は一度だけ」
  - 「華麗なる賭け」
  - 「ショットガン」
  - 「It's BAD」
  - 「夢の翼」
  - 「夜の都」
  - 「Do you wanna kiss?」
  - 「ある日俺は鳥になった」
  - 「永遠の正体」
- TOKIO
  - 「ありがとう…勇気」
- とんねるず
  - 「ENDLESS NIGHT -ほっといてくれ-」
  - 「ALL OR NOTHING」
- 中村雅俊
  - 「LOVE CRISIS」
- 中森明菜
  - 「清教徒」
- 中山エミリ
  - 「private eyes」
- 中山美穂
  - 「Singapore」
  - 「By-By My Sea Breeze」
  - 「IN THE MORNING」
  - 「Velvet Hammer」
  - 「Take It Easy」
  - 「CHEERS FOR YOU」
- 西田ひかる
  - 「Love is Changing」
  - 「ああ ホント やんなっちゃう」
- TBS系『JNNニュースの森』オープニングテーマ（1990年4月 - 1994年9月）
- 羽賀研二
  - 「NO MORE TRICK」
- 松田聖子
  - 「白い月」
- 松本明子
  - 「たとえば、ずっと…」
- 松本典子
  - 「虹色スキャンダル」
- MISIA
  - 「Let It Smile」
  - 「Holy Hold Me」
- 宮沢りえ
  - 「走れLOVE TRAIN」
- May J.
  - 「君のとなりに」（作曲・コーラス）
- 森高千里
  - 「海まで5分」
- 山下智久
  - 「原始的じゃナイト 〜アナログ ラブ〜」
- 柳ジョージ
  - 「GOT MY LOVIN'」
- 山本理沙
  - 「13日の金曜日」
  - 「おしゃれなパラダイス」
- 芳本美代子
  - 「ヴァニティ・ナイト」
  - 「REAL TIME」
- 米倉利紀
  - 「SOLE SOUL」

### プロデュース
- 吉野紗香 with NANSHO boppers「こんな気持ち 〜ハリハリヘリヘリ〜」（1998年7月17日、ポニーキャニオン）
- 平井堅「HEAT UP」（1997年）「Unfit In Love」（2001年）
「HEAT UP」にはスーパーバイザーとして参加。コーラス・アレンジも手がけている。
- SunMin「Keep Holding U」（SunMin thanX Kubota名義）
韓国の新人歌手をフックアップするという形態をとってリリースされたシングル。映画『日本沈没』主題歌。
- 山田優「fiesta! fiesta!」

### カバー
- SOUL TREE〜a musical tribute to toshinobu kubota〜 - Skoop On Somebody、MISIA、倖田來未、中島美嘉、ATSUSHI (EXILE)、BoA、ゴスペラーズほか
- TIMEシャワーに射たれて… - THC!!
- Missing - Water、平原綾香、中西保志ほか。
- LA・LA・LA LOVE SONG - 絢香、BENI、EXILE、BoA、クリス・ハート、NOKKO、赤い公園ほか。

### ゲストボーカル
- 「遠くからHAPPY BIRTHDAY」 - 小林麻美
- 「Bee's Knees」（久保田利伸、NOKKO、種ともこ、AMAZONS） - 武部聡志のアルバム『Clara』（1988年）
- 「Happy Birthday to You〜ヴィーナスの誕生」 - 松任谷由実　間奏のスキャットパート
- 「DA BUBBLE GUM BROTHERS SHOW with久保田利伸＆青山テルマ」 - バブルガム・ブラザーズのアルバム『DA BUBBLEGUMBROTHERS SHOW ☆多力本願☆』（2009年11月25日）歌唱のみ
- 「Golden Smile feat. 久保田利伸」 - EXILE ATSUSHI
- 『LoveRespectHarmony』 - YURIのアルバム（2012年）
  - 「GODDESS 〜新しい女神〜」（with 久保田利伸）
- 『DELICIOUS 〜JUJU's JAZZ 3rd Dish〜』 - JUJUのアルバム（2018年）
  - 「Englishman In New York」（スティングの名曲をJUJU×久保田でカバー）

### ドラマ主題歌
- 君の瞳をタイホする!（1988年、フジテレビ）「You were mine」 - 主題歌
- あいつがトラブル（1989年、フジテレビ）「Moving Target」 - 主題歌
- 同・級・生（1989年、フジテレビ）「Missing」 - 挿入歌
- チャンス!（1993年、フジテレビ）「夢 with You」 - 主題歌。劇中音楽も担当。また、最終話にストリートミュージシャン役で出演
- 夜に抱かれて（1994年、日本テレビ）「夜に抱かれて 〜A Night in Afro Blue〜」 - 主題歌
- ロングバケーション（1996年、フジテレビ）「LA・LA・LA LOVE SONG (with Naomi Campbell)」 - 主題歌
- 君が人生の時（1997年、TBS）「Cymbals」 - 主題歌
- 独身生活（1999年、TBS）「the Sound of Carnival」 - 主題歌
- はみだし刑事情熱系（2000年、テレビ朝日）「Always Remain」 - 主題歌
- 水曜日の情事（2001年、フジテレビ）「Candy Rain」 - 主題歌
- 菊次郎とさき（2005年、テレビ朝日）「Club Happiness」 - 主題歌
- 君たちに明日はない（2009年、NHK）「Tomorrow Waltz」 - 主題歌
- 月の恋人〜Moon Lovers〜（2010年、フジテレビ）「LOVE RAIN 〜恋の雨〜」 - 主題歌

### テレビ番組テーマ歌
- ワールドプロレスリング（1987年7月 - 9月、テレビ朝日）オープニングソング「OLYMPICは火の車」 / エンディングソング「Missing」
- 噂的達人（1988年）エンディングソング「Indigo Waltz」
- JNNニュースの森（1990年4月2日 - 1992年10月4日、TBS）テーマソング「MAMA UDONGO 〜まぶたの中に…〜」
- 日立 世界・ふしぎ発見!（1990年10月13日 - 12月22日、TBS）テーマソング「Be wanabee」
- 進ぬ!電波少年（1998年、日本テレビ）「AHHHHH!」 - 「アフリカ・ヨーロッパ大陸縦断ヒッチハイク」出演者『朋友（チューヤン、伊藤高史のコンビ）応援歌
- 笑う犬の情熱 Gonna go crazy! Funky Dogs（2002年10月13日 - 2003年9月28日、フジテレビ）テーマソング「FUNKY DOGS」
- ぐるぐるナインティナイン（2005年、日本テレビ）テーマソング「Rock wit me Poh'!」
- 秘密のケンミンSHOW（2009年、日本テレビ・読売テレビ）エンディングテーマ「Life-long High-way」
- スッキリ!!（2011年6月、日本テレビ）エンディングテーマ「流れ星と恋の雨 〜毎度オブリガート ver.〜」
- リーガ・エスパニョーラ2014-2015シーズン（2014年、WOWOW）イメージソング「Vamos」
- バイキング（2018年4月30日 - 2021年3月19日 、フジテレビ）テーマソング「Make U Funky」

### イベントテーマ曲
- シドニーオリンピック（2000年、フジテレビ）イメージソング「ポリ リズム」
- 日本テレビ主催『イサム・ノグチ展』テーマソング（2005年）「Sign of Love」
- フジテレビ主催『DAIHATSU DRALION』イメージソング（2009年）「FLYING EASY LOVING CRAZY (TOSHINOBU KUBOTA feat. MISIA)」
- 男子プロバスケ・Bリーグ初公式トーナメントCUP戦「Bリーグアーリーカップ」大会テーマソング（2017年）「SOUL BANGIN'〜B.LEAGUE EARLY CUP Version〜」
- Bリーグ 2019-20公式テーマソング（2019年）「JAM fo’freedom (SASUKE Remix)」（久保田利伸＋SASUKE＋RUN THE FLOOR）

### 映画テーマ曲
- 19 ナインティーン（1987年、東宝）オープニングテーマソング「流星のサドル」
- 咬みつきたい（1987年、東宝）主題歌「CRY ON YOUR SMILE」
- メッセンジャー（1999年、東宝）オープニングテーマソング「No Lights...Candle Light」 / エンディングテーマソング「Messengers' Rhyme〜Rakushow, it's your Show!〜 (featuring NAOMI SHIMIZU)」
- アイノカラダ（2002年、スペースシャワーピクチャーズ）テーマソング「Free your Soul」
- 同じ月を見ている（2005年、東映）「君のそばに」
- 日本沈没（2006年、東宝）主題歌「Keep Holding U (SunMin thanX Kubota)」
- Shall We Dance?（2006年、ミラマックス / ギャガ）日本語吹替版テーマソング「a Love Story」
- 夜明けの街で（2011年、角川映画）エンディングテーマ「声にできない〜夜明けの街でver.〜」

### アニメ主題歌
- H2（1995年、朝日放送・テレビ朝日）オープニングテーマ「虹のグランドスラム」

### ミュージック・ビデオのゲスト出演
- バブルガム・ブラザーズ『Daddy's Party Night（懲りないオヤジの応援歌）』MV（2008年12月3日）鈴木雅之、木梨憲武、コロッケとともに出演
- ファレル・ウィリアムス『Happy』日本版MV（2014年）

### その他
- L.O.K発売記念 ニコニコ生放送（2015年3月18日）[20]
- Netflixオリジナルドラマ「ゲットダウン」Part2のスペシャルトークショー出演（2017年4月19日）

## ミュージック・ビデオ
| 監督                             | 曲名 |
| -------------------------------- | --- |
| 石井"taka"貴英                   | 「ooh wee Rida」 |
| Takahide Ishii with Masashi Muto | 「Upside Down」 |
| 井上哲央                         | 「Our Christmas」「Respect (this&that)」 |
| 岩沢清                           | 「Cymbals」 |
| 潮千穂                           | 「In The Mood」 |
| 翁長裕                           | 「ポリ リズム」 |
| 川村ケンスケ                     | 「FLYING EASY LOVING CRAZY」「M☆A☆G☆I☆C」「LOVE RAIN 〜恋の雨〜」「STAR LIGHT」「Tomorrow Waltz」「流れ星と恋の雨」 |
| 澤井昭彦                         | 「Always Remain」 |
| 末田健                           | 「a Love Story」 |
| セキ★リュウジ                    | 「声にできない」 |
| 高田弘隆                         | 「Club Happiness」 |
| 高橋栄樹                         | 「Candy Rain」 |
| 田所貴司                         | 「君のそばに」 |
| 原正之                           | 「Free your soul (Movie Ver.)」 |
| 保母浩章                         | 「the Sound of Carnival」 |
| 武藤真志                         | 「Bring me up!」 |
| Masashi Muto with Takahide Ishii | 「Free Style」 |
| 大喜多正毅                       | 「So Beautiful」 |
| 不明                             | 「Just The Two Of Us」「FOREVER YOURS」「LA・LA・LA LOVE SONG」「AHHHHH!」「BODY-CATION」「CRY ON YOUR SMILE」「CRY ON YOUR SMILE（Fan Funバージョン）」「Dance If You Want It」「FUNK IT UP」「GODDESS〜新しい女神〜」「Golden Smile feat.EXILE ATSUSHI」「Indigo Waltz」「Keep On Jammin」「MASQUARADE」「MISSING」「Missing 〜2010カラット〜」「Messenger's Rhyme〜Rakushow, it's your Show!〜」「Nothing But Your Love」「RANDY CANDY」「SOUL BANGIN'」「ZA-KU-ZA-KU Digame」「ふたりのオルケスタ」「雨音」「君のそばに（映画Ver.）」「夢 WITH YOU」「夜に抱かれて〜A Night in Afro Blue〜」 |

## メディア出演

### ラジオ番組
- HITACHI FAN! FUN! TODAY（1986年4月 - 1987年3月、ニッポン放送） - MCは上柳昌彦アナウンサー。羽田一郎とともに毎週木曜日にレギュラー出演（1987年以降は不定期ゲストとして出演）。番組テーマ曲やジングルも担当
- ランド・オブ・グルーヴ（TOKYO FM系列）
- ポレ・ポレ・タクシー（ - 1994年、TOKYO FM系列）
- Peace Sound Design（1994年頃から、TOKYO FM）
- SHAKE IT PARADISE（FM横浜）
- 久保田利伸のプラネット・フレーヴァ（1995年10月 - 2006年3月、TOKYO FM、エフエム大阪他、全国ネット）
- JAM FOR REAL（2006年4月 - 12月、エフエム大阪） - 『プラネット・フレーヴァ』の後番組
- THE MUSIC OF NOTE〜久保田利伸Love, Peace and Soul（2016年10月2日 - 12月25日、FM COCOLO、毎週日曜日）
- 久保田利伸 ファンキーフライデー（2017年4月28日 - 2019年3月22日、NHK-FM、毎月最終金曜放送）
- ザ・ソウルミュージックⅡ「久保田利伸のPeace & Soul」（2019年4月6日 - 、NHK-FM、毎月第1土曜放送）

### テレビ
- 夜のヒットスタジオ（フジテレビ）
  - 1987年8月26日、「TIMEシャワーに射たれて…」
  - 1987年12月30日 - 田原俊彦の「It's BAD」に参加
- 金曜スペシャル MUSIC PARTY（TBS、1989年10月27日深夜）CASIOPEA×土岐英史×久保田
- FNS歌謡祭（フジテレビ）
  - 2010年12月4日、「LA・LA・LA LOVE SONG」、「LOVE RAIN〜恋の雨〜」、「Missing」久保田×平井堅×押尾コータロー
  - 2016年12月14日、「LA・LA・LA LOVE SONG」久保田×Crystal Kay×AI×加藤ミリヤ×清水翔太
  - 2018年12月5日、「So Beautiful」、「会いたい、会いたい、会えない。」KinKi Kids×久保田
- 僕らの音楽[21]（フジテレビ）
  - 2006年7月14日、久保田利伸×SunMin「Keep Holding U」
  - 2010年4月9日、JUJU×榮倉奈々「Missing」、「Is it over?」
  - 2010年5月14日、月9ドラマ『月の恋人 Moon Lovers』スペシャル「LOVE RAIN〜恋の雨〜」
  - 2011年8月12日、久保田利伸×飯島直子×ジェロ「Indigo Waltz」、「流れ星と恋の雨」
  - 2013年8月9日、久保田利伸 works「Dance If You Want It (KUBOSSA Ver.)」、「Corcovado (Quiet Nights of Quiet Stars)」
- 新堂本兄弟（フジテレビ系列）
  - 2013年6月30日、久保田利伸VS三代目 J Soul Brothers 俺のSOUL道！！「My Cherie Amour」
- アナザースカイ（2013年7月5日、日本テレビ系） - ブラジル・リオデジャネイロのコルコバードの丘を訪れた
- 「EXILE ATSUSHI Premium Live」- 命をうたう -（2013年1月3日、TBS） - ゲスト。「LA・LA・LA LOVE SONG」、「Golden Smile」を歌唱（ATSUSHI×久保田）
- SMAP×SMAP（フジテレビ系列）
  - 2010年5月10日、月恋生放送SP！「LOVE RAIN 〜恋の雨〜」
  - 2011年1月10日、みんなで歌おう!! SMAP ni のど自慢！「Peace!」（木村拓哉、草彅剛×久保田）
  - 2015年4月20日、S-Live「Bring me up!」、「Loving Power」（久保田×SMAP）
  - 2016年12月5日、S-Live「Missing」（久保田×SMAP）
- 月曜から夜ふかし（2016年11月14日、日本テレビ）
- 関ジャム完全燃SHOW（テレビ朝日）
  - 2016年11月27日、久保田利伸が教える“R＆B"講座
  - 2017年8月27日、KinKi Kids20年目の真実！今リアルに考えていること
- バカリズム（日本テレビ）
  - 2016年12月9日、おしゃべリズム“レジェンド久保田利伸初登場！ファンキーな事件告白＆仰天楽曲制作秘話”
  - 2017年5月26日、おしゃべリズム
- クリスマススペシャル 久保田利伸 キューバ音楽紀行（2016年12月25日、BS日テレ）
- CDTVスペシャル！クリスマス音楽祭2018（2018年12月24日、TBS）「LA・LA・LA LOVE SONG」久保田×ISSA×CHEMISTRY×テゴマス
- ぐるぐるナインティナイン（2011年7月28日、日本テレビ）グルメチキンレースゴチになります！12“なだ万 赤坂ジパング 〈高級和食対決〉
- TOSHINOBU KUBOTA THE JAM（2024年12月14日・21日、テレビ朝日） - MC[22]

#### NHK紅白歌合戦出場歴
| 年度   | 放送回 | 回 | 曲目          | 備考                               |
| ------ | ------ | -- | ------------- | ---------------------------------- |
| 1990年 | 第41回 | 初 | FOREVER YOURS | アリスン・ウイリアムズと合同で出演 |

### CM
- ブリジストン バン専用タイヤ/インターシティ（1985年）音楽のみ
- ダイハツ工業「シャレード」（1987年）楽曲のみ
  - 「GODDESS 〜新しい女神〜」を使用
- キリンビバレッジ「Mets」（1988年）楽曲のみ
  - 「Oh! , What A Night!」を使用
- 日立マクセル「日立マクセルUD I（カセットテープ）」（1988年 - 1990年）出演
  - 「Dance If You Want It」、「High Roller」を使用
- ミズノ（1990年 - 1991年）楽曲のみ
  - 「君に会いたい」を使用
- JAL「冬 沖縄キャンペーン」（1990年 - 1991年）楽曲のみ
  - 「永遠の翼」を使用
- 大同生命（1991年 - 1992年）楽曲のみ
  - 「FOREVER YOURS」を使用
- カメリアダイヤモンド（三貴）（1991年）楽曲のみ
  - 「Honey B」、「雨音」を使用
- 三菱電機「AVミラクルキャンペーンなど」（1991年 - 1992年）楽曲のみ
  - 「Keep On JAMMIN'」、「誓い」、「To The Limit」を使用
- アサヒ飲料「バヤリースオレンジ」（1991年）出演
  - 「GIVE YOU MY LOVE」を使用
- キリンシーグラム「HIPS」（1992年）楽曲のみ
  - 「 Let's Get A Groove 〜Yo! Hips〜」を使用
- コカ・コーラ「コカ・コーラクラシックス」（1993年 - 1994年）出演
  - 「ふたりのオルケスタ」を使用
- 日本ハム
  - 「シャウエッセン」（1994年 - 2000年）出演。「Sunshine, Moonlight」、「君は なにを 見てる」、「Sunshine, Moonlight ＜英語楽曲＞」、「CLUB PLANET」を使用
  - 「チキチキボーン」（1994年）出演。中学、大学の先輩である日本ハムファイターズ広瀬哲朗と共演[注 34]
- ヴィクトリアFCO（1994年 - 1995年）楽曲のみ
  - 「ZA-KU-ZA-KU Digame」を使用
- エバンス「ROLEX専門店」（1995年 - 1996年）楽曲のみ
  - 「6 TO 8」、「さがしてた 忘れもの」、「Too Light To Do ＜英語楽曲＞」、「My Love（6 To 8）＜英語楽曲＞」を使用
- サントリー「ハーフ&ハーフ」（1996年）出演
- サッポロビール「ブルーマウンテンブレンド（缶コーヒー）」（1995年 - 1996年）楽曲のみ
  - 「Nice ＆ EZ＜英語楽曲＞」を使用
- キヤノン「PIXEL（コピー機）」（1996年 - 1997年）楽曲のみ
  - 「Summer Eyes」を使用
- 日本テレコム（1996年 - 1997年）出演
  - 「BODY-CATION」を使用
- JAL「国際線マイレージバンク」（1997年 - 1998年）楽曲のみ
  - 「ちょっとそこまで」を使用
- トヨタ自動車「ランドクルーザー プラド」（1999年 - 2000年）楽曲のみ
  - 「SOUL BANGIN'」を使用
- MAX FACTOR「P&G パンテーンPro-V」（2000年 - 2001年）楽曲のみ
  - 「His Sugar」を使用
- NEC「携帯電話N503iS」（2001-2002年）楽曲のみ
  - 「In your flow」を使用
- NEC「LaVie C（ノートパソコン）」（2003年 - 2004年）楽曲のみ
  - 「La vie son Musique」を使用
- au「着うた＆着ムービーキャンペーン」（2003年 - 2004年）出演
  - 「Our Christmas」を使用
- クライスラー「グランドボイジャー」（2008年）出演
  - 「ooh wee Rida」を使用
- ニッカウヰスキー「ブラックニッカ クリアブレンド」（2009年）出演
  - 「Soul Mate 〜君がいるから〜」を使用
- 千寿製薬「1STマイティアCL」（2010年）楽曲のみ
  - 「Nyte Flyte」を使用
- フォルクスワーゲン「up!」（2012年）出演、CHARAと共演
  - 「Bring me up!」を使用
- 三陽商会「Paul Stuart」（2013年）出演
  - 「As you're in Rio」を使用
- フォルクスワーゲン「up!」（2013年 - 2014年）出演
  - 「Upside Down」を使用
- 日本コカ・コーラ「シュウェップス」（2013年 - 2014年）出演
  - 「Free Style」を使用
- ヨコハマタイヤ「BluEarth」（2015年）楽曲のみ
  - 「Loving Power」を使用
- コーセー「ESPRIQUE」（2018年）楽曲のみ
  - 「You Go Lady」、「So Beautiful」を使用
- スズキ「エスクード」（2020年）出演
  - 「Boogie Ride」を使用
- シチズン時計 ブランド時計100周年記念・ブランド横断コレクション「LAYERS of TIME」（2024年）
  - 「the Beat of Life」を使用。同コレクション限定モデルを着用したMV「the Beat of Life［CITIZEN ver.］」を公開している[24][25]

## 関連人物・グループ
- 赤坂泰彦
- ATSUSHI
- 石井竜也
- 上柳昌彦
- 岡村隆史
- 陣内孝則
- 柿崎洋一郎
- 木村拓哉
- 村上信五
- ナオミ・キャンベル
- バブルガム・ブラザーズ
- 平井堅
- Bro.TOM
- 松尾潔
- 森大輔
- 山下達郎
- 米倉利紀
- Skoop On Somebody
- 東京女子流
- KREVA - 2007年コラボレーションツアーを行い、久保田利伸 meets KREVA名義でシングル「M☆a☆g☆i☆c」をリリース。
- アリソン・ウィリアムス
- アンジー・ストーン
- ザ・ルーツ
- J Dilla
- ジョージ・クリントン
- ダイアン・ウォーレン
- トニー・トニー・トニー (en:Tony! Toni! Toné!)
- ナイル・ロジャース
- ベビーフェイス
- ブーツィー・コリンズ
- モス・デフ
- YURI
- 広瀬哲朗
- JUJU
- MISIA